# Brak tchu
Brak tchu (tytuł oryginału: Coming Up for Air) – powieść angielskiego dziennikarza i pisarza George’a Orwella opublikowana w 1939 roku, na krótko przed wybuchem II wojny światowej. 
Główny bohater, sprzedawca George Bowling po wygraniu pokaźnej sumy podczas wyścigów konnych, postanawia przeznaczyć je na sentymentalną podróż do krainy swojego dzieciństwa - Dolnego Binfield. Zastaje tam jednak odległą od jego wyobrażeń uprzemysłowioną miejscowość: „zacementowaną”, „wyprzedaną” i „skomercjalizowaną”, reprezentującą wszystkie najgorsze przemiany angielskiego społeczeństwa i bezradną w obliczu nadciągającego konfliktu.